# Fijisch
Fijisch is een Austronesische taal, en daarbinnen weer een Malayo-Polynesische taal die voornamelijk op Fiji (vooral op het eiland Vanua Levu) wordt gesproken. Er zijn rond de 350.000 mensen die het Fijisch als moedertaal spreken, en verder 200.000 mensen die het als tweede taal spreken. Het is ook een van de officiële talen op Fiji (naast het Engels en het Hindoestani). Er gaan zelfs stemmen op om het de enige 'nationale taal' van Fiji te maken.
- Het Fijisch is een zogenaamde VOS-taal: in een zin komt het werkwoord eerst, dan het lijdend voorwerp en dan pas het onderwerp. Dus een zin als Jan slaat Piet wordt dan Slaat Piet Jan.

## Voorbeelden
- (ni sa) Bula = hallo
- Io = ja
- lailai = klein
- levu = groot/dik/veel
- (ni sa) moce = goede nacht
- Seqa = nee
- Vale = huis
- Vale lailai = toilet
- Vinaka = dankjewel
- Vinaka vaka levu = hartelijk dank